# Риттер, Йоахим
Йоахим Риттер (нем. Joachim Ritter; 3 апреля 1903, Гайльдорф — 3 августа 1974, Мюнстер) — немецкий философ

, известный работами в области истории философии, политической теории и этики. Основатель интеллектуального направления «Школы Риттера», оказавшего влияние на послевоенную философию в Германии.

## Биография
Родился в семье учителя. Изучал философию, историю и германистику в университетах Гейдельберга, Марбурга и Гамбурга. Среди его учителей были Эрнст Кассирер и Мартин Хайдеггер. В 1925 году защитил диссертацию под руководством Хайдеггера.
После прихода к власти нацистов в 1933 году продолжил академическую карьеру, несмотря на политическое давление. С 1946 года — профессор в Кильском университете, а с 1953 года до выхода на пенсию в 1968 году преподавал в Мюнстерском университете.

## Философские взгляды
Риттер специализировался на интерпретации классической философии, особенно трудов Аристотеля и Гегеля. В его работах подчёркивалась актуальность аристотелевской этики и политической философии для современности. 
Основной темой исследований стало противоречие между технологическим прогрессом и культурной традицией. Риттер утверждал, что философия должна критически анализировать эти противоречия, сохраняя связь с историей идей.

### Школа Риттера
Его ученики — Герман Люббе, Одо Марквард, Роберт Шпеман — развили его идеи, сформировав «Школу Риттера». Их работы посвящены проблемам модернизации, секуляризации и этическим вызовам современного общества.

## Основные труды
- Metaphysik und Politik. Studien zu Aristoteles und Hegel (1969) — анализ связи метафизики и политики у Аристотеля и Гегеля.
- Hegel und die französische Revolution (1957) — исследование влияния Французской революции на философию Гегеля.
- Subjektivität. Sechs Aufsätze (1974) — сборник эссе о субъективности в истории идей.

## Наследие
Риттер способствовал возрождению интереса к классической философии в послевоенной Германии. Его идеи стали основой для дискуссий о роли традиции в модернизирующемся обществе. 
С 1980 года в его честь присуждается премия «Joachim-Ritter-Preis» за достижения в гуманитарных науках.